# Dunasch ben Labrat
Dunasch ben Labrat (hebräisch דוּנָש בֵּן לָבְרָט) bzw. mit seinem hebräisch Namen Adonim ha-Levi (geboren 920 in Fès; gestorben 990 in Córdoba) war ein jüdischer Kommentator, Dichter und Grammatiker in Spanien.

## Leben
Dunasch wurde in Fès in Marokko geboren. In seiner Jugend reiste er zu den Talmudhochschulen der babylonischen Diaspora, um bei Saadia Gaon zu lernen. Teilweise wird die Ansicht vertreten, dass er dessen Enkel gewesen sei. Während seines Aufenthaltes in Babylonien schrieb er zahlreiche Gedichte und wurde berühmt, so dass sogar zu seiner Ehre Gedichte verfasst wurden. Er lehrte Grammatik und Poesie.
Chisdai ibn Schaprut, der in Córdoba residierte, lud Dunasch nach Spanien ein. Córdoba war zu dieser Zeit das Zentrum der Kultur und insbesondere der Poesie in Europa, und Chisdai bemühte sich, die besten Geister der Zeit dort zu versammeln. Nach einem kurzen Aufenthalt in Fès In traf Dunasch in Córdoba auf Menachem ben Saruq, ebenfalls ein bedeutender Grammatiker. Jedoch hatten beide zahlreiche und gravierende Differenzen auf dem Gebiet der Grammatik sowie wegen der heftigen Kritik Menachems an Dunaschs Lehrer Saadia. Die Differenzen verwandelten sich in persönliche Rivalität, die zu zahlreichen polemischen Schriften und sogar wechselseitigen Verleumdungen vor Chisdai führte. Bereits im Alter von 30 Jahren genoss ben Labrat den Ruf eines ausgezeichneten Lehrers.
Dunasch starb 990 in Córdoba.

## Dunasch als Dichter
Dunasch war der erste, der das System der arabischen Metrik in die hebräische Poesie einführte. Die arabische Poesie basiert auf der Unterscheidung kurzer und langer Vokale. Da die hebräische Sprache keine Differenzierung von Vokallängen (mehr) kennt, sondern lediglich verschiedene Vokalqualitäten, benutzte Dunasch schwa quiescens und die Chateph-Laute anstelle kurzer Vokale. Hierfür erntete er v. a. von den Schülern Menachems ben Saruq scharfe Kritik. Gegen ihn wurde ins Feld geführt, dass er die hebräische Sprache durch Arabisierung verunstalte und biblische Formen verändere, um sie an die arabische Metrik und den Reim anzupassen.
Als Beispiel, man beachte das Akrostichon Dunasch:
דְרור יקרא לְבן עם בת\

וְינצרכם כְמו בבַת.\

נְעים שמכם וְלא יָשבַת\

שְבו נוחו ביום שבת\
Das Wort בבת (Zeile 2) wird gewöhnlich als status constructus gedeutet, hier müsste allerdings der status absolutus בבה stehen, jedoch verwendet Dunasch dennoch die Form בבת, damit das Wort in den Reim passt. Ebenso, um es an das arabische Versmaß anzupassen, verwendet Dunasch das Wort נעים (Zeile 3) im status constructus mit einem schwa quiescens und nicht als Adjektiv mit einem langen A.
Nach Ansicht moderner Forscher passt das arabische Versmaß, wie es Dunasch verwendete, nicht auf die hebräische Sprache und ist ihr aufgezwungen. Die Dichter nachfolgender Generationen in Spanien, allen voran Jehuda ha-Levi waren flexibler als Dunasch im Gebrauch der Metrik und erfanden sogar eigene, einmalige Metren, während Dunasch konsequent den Gesetzen der arabischen, quantitativen Metrik folgte.

## Dunasch als Grammatiker
Auf dem Gebiet der Grammatik veröffentlichte Dunasch seine Teschuvot Dunasch den Labrat, welches sich energisch gegen die „Machberet“ des Menachem von Saruq wandte. Dunasch griff jenen zunächst in Fragen der Religion an und kritisierte dann, dass jener sich gegen die Rabbiner stellte. Sein Buch widmete er Chisdai ibn Schaprut.
Dunasch war der erste Grammatiker, der zwischen intransitiven und transitiven Verben unterschied, und ebenso der erste, der Verben in starke und schwache Stämme klassifizierte mit Hilfe der Wurzel פע"ל. Er tadelte Menachem ben Saruq dafür, dass dieser den Vergleich mit der arabischen Sprache scheute.
Darüber hinaus schrieb er ca. 200 Einwände gegen Saadia Gaon. Die Ausgabe des Werkes trägt den Titel Teschuvat Dunasch ben Labrat al Ras"ag (dt. Erwiderung des Dunasch ben Labrat an Rav Saadia Gaon). Auf die "Einwände" Dunaschs reagierten die Schüler des Menachem und griffen Ersteren an wegen dessen Gebrauchs der arabischen Sprache beim Versmaß und in der Grammatik. Sie waren in zahlreichen religiösen und grammatischen Dingen anderer Meinung als er. Auch Abraham ibn Esra schrieb ein Buch zur Verteidigung Saadias.
Raschis Enkel Rabbenu Tam verfasste einige Entscheidungen in strittigen Fragen zwischen beiden Schulen. Rabbi Joseph Kimchi, der Vater von David Kimchi, unterstützte Dunasch.
Zahlreiche der strittigen Fragen sind bis heute nicht entschieden.

## Werkausgaben
- Robert Schröter: Kritik des Dunasch ben Labrat über einzelne Stellen aus Saadias arabischer Übersetzung des AT und aus dessen grammatischen Schriften, nach einem Codex des Prof. S. D. Luzatto zum ersten Male herausgegeben und mit kritischen Anmerkungen versehen. Breslau 1866. [Nachdruck Tel Aviv 1966/67]
- Angel Sáenz-Badillos (Hrsg.): Tešubot de Dunaš Ben Labrat. Granada 1980, ISBN 84-338-0171-6.